# Irish League 1964-1965
L'Irish League 1964-1965 è stata la 64ª edizione della prima divisione del campionato nordirlandese di calcio.

## Squadre partecipanti

### Profili
| Club partecipanti | Club partecipanti | Città       | Stadio                | Stagione 1963-1964             |
| ----------------- | ----------------- | ----------- | --------------------- | ------------------------------ |
| Ards              | dettagli          | Bangor      | Clandeboye Park       | 10° in Irish League            |
| Ballymena Utd     | dettagli          | Ballymena   | Ballymena Showgrounds | 10° in Irish League            |
| Bangor            | dettagli          | Bangor      | Clandeboye Park       | 11° in Irish League            |
| Cliftonville      | dettagli          | Belfast     | Solitude              | 12° in Irish League            |
| Coleraine         | dettagli          | Coleraine   | The Showgrounds       | 3° in Irish League             |
| Crusaders         | dettagli          | Belfast     | Seaview               | 9° in Irish League             |
| Derry City        | dettagli          | Derry       | Brandywell            | 3° in Irish League             |
| Distillery        | dettagli          | Ballyskeagh | New Grosvenor Stadium | 7° in Irish League             |
| Glenavon          | dettagli          | Lurgan      | Mourneview Park       | 8° in Irish League             |
| Glentoran         | dettagli          | Belfast     | The Oval              | Campione dell'Irlanda del Nord |
| Linfield          | dettagli          | Belfast     | Windsor Park          | 4° in Irish League             |
| Portadown         | dettagli          | Portadown   | Shamrock Park         | 5° in Irish League             |

### Allenatori
| Club          | Allenatore          |
| ------------- | ------------------- |
| Ards          | George Eastham      |
| Ballymena Utd | Commissione tecnica |
| Bangor        | Charlie Tully       |
| Cliftonville  | Sconosciuto         |
| Coleraine     | Anthony Curley      |
| Crusaders     | Ted Smyth           |

| Club       | Allenatore      |
| ---------- | --------------- |
| Derry City | Willie Ross     |
| Distillery | Sconosciuto     |
| Glenavon   | Jimmy McAlinden |
| Glentoran  | Billy Neil      |
| Linfield   | Tommy Leishman  |
| Portadown  | Sconosciuto     |

## Classifica finale
|  | Pos. | Squadra       | Pt | G  | V  | N | P  | GF | GS  | DR  |
|  | ---- | ------------- | -- | -- | -- | - | -- | -- | --- | --- |
|  | 1.   | Derry City    | 35 | 22 | 15 | 5 | 2  | 62 | 32  | +30 |
|  | 2.   | Coleraine     | 30 | 22 | 13 | 4 | 5  | 54 | 26  | +28 |
|  | 3.   | Crusaders     | 27 | 22 | 11 | 5 | 6  | 46 | 32  | +14 |
|  | 4.   | Glenavon      | 26 | 22 | 12 | 2 | 8  | 61 | 35  | +26 |
|  | 5.   | Linfield      | 25 | 22 | 10 | 5 | 7  | 54 | 40  | +14 |
|  | 6.   | Ballymena Utd | 25 | 22 | 10 | 5 | 7  | 50 | 44  | +6  |
|  | 7.   | Glentoran     | 24 | 22 | 9  | 6 | 7  | 33 | 38  | -5  |
|  | 8.   | Bangor        | 18 | 22 | 7  | 4 | 11 | 42 | 44  | -2  |
|  | 9.   | Distillery    | 18 | 22 | 8  | 2 | 12 | 41 | 44  | -3  |
|  | 10.  | Portadown     | 18 | 22 | 5  | 8 | 9  | 33 | 37  | -4  |
|  | 11.  | Ards          | 16 | 22 | 5  | 6 | 11 | 34 | 55  | -21 |
|  | 12.  | Cliftonville  | 2  | 22 | 1  | 0 | 21 | 17 | 100 | -83 |

Legenda:

         Campione dell'Irlanda del Nord e qualificata in Coppa dei Campioni 1965-1966
         Vincitrice della Irish Cup e qualificata in Coppa delle Coppe 1965-1966
         Qualificata in Coppa delle Fiere 1965-1966
Note:
Due punti a vittoria, uno a pareggio, zero a sconfitta.

## Statistiche

### Primati stagionali
| Record - Maggior numero di vittorie: Derry City (15) - Minor numero di sconfitte: Derry City (2) - Miglior attacco: Derry City (62) - Miglior difesa: Coleraine (26) - Miglior differenza reti: Derry City (+30) - Maggior numero di pareggi: Glentoran (5) - Minor numero di vittorie: Cliftonville (1) - Maggior numero di sconfitte: Cliftonville (21) - Peggiore attacco: Cliftonville (17) - Peggior difesa: Cliftonville (100) - Peggior differenza reti: Cliftonville (-83) |

### Classifica marcatori
| Gol |  |  | Giocatore      | Squadra       |
| --- |  |  | -------------- | ------------- |
| 19  |  |  | Dennis Guy     | Glenavon      |
| 19  |  |  | Kenny Hallyday | Coleraine     |
| 17  |  |  | Fay Coyle      | Derry City    |
| 17  |  |  | Arthur Thomas  | Ballymena Utd |
| 17  |  |  | Jim Weatherup  | Crusaders     |

| Gol |  |  | Giocatore      | Squadra       |
| --- |  |  | -------------- | ------------- |
| 14  |  |  | Billy Ferguson | Linfield      |
| 14  |  |  | Billy Johnston | Glenavon      |
| 14  |  |  | Phil Scott     | Linfield      |
| 12  |  |  | Danny Hale     | Crusaders     |
| 12  |  |  | Mal McDonnell  | Ballymena Utd |
| 12  |  |  | Ron Mowatt     | Ards          |